# Ерёменко, Виктор Емельянович
Виктор Емельянович Ерёменко (24.08.1909-08.06.1962) — учёный в области орошения и техники полива хлопчатника, доктор сельскохозяйственных наук (1953), профессор (1954), член корреспондент АН Узбекской ССР (1956).
Родился в Херсонском уезде Херсонской губернии на территории, позднее входившей в состав Баштанского района Николаевской области Украинской ССР. Член КПСС с 1948 г.
Окончил Краснодарский сельскохозяйственный институт (1936).
С 1938 г. в Институте хлопководства (СоюзНИХИ): аспирант (1938—1941), заведующий отделом орошения(1942—1954). В 1954—1956 гг. заместитель министра сельского хозяйства Узбекской ССР.
С 1954 г. по совместительству, с 1956 г. по основной работе заведующий кафедрой мелиорации Ташкентского сельскохозяйственного института.
Автор научных работ в области агротехники, орошения и полива хлопчатника, а также люцерны, риса, сахарной свеклы.
Доктор сельскохозяйственных наук (1953), профессор (1954), член корреспондент АН Уз ССР (1956).
Награжден 2 орденами «Знак Почёта», орденом Трудового Красного Знамени и медалями.
Умер в Ташкенте 08.06.1962, похоронен на Боткинском кладбище, Коммунистический участок.
Сочинения:
- Режим орошения и техника полива хлопчатника в Узбекистане : диссертация … доктора сельскохозяйственных наук : 06.00.00. — Москва, 1953. — 655 с. разд. паг. : ил.
- О несостоятельности травопольной системы земледелия [Текст] / В. Е. Еременко, д-р с.-х. наук. — Ташкент : Госиздат УзССР, 1963. — 67 с.; 19 см.
- Техника полива хлопчатника при комплексной механизации работ в хлопководстве [Текст] / В. Е. Еременко, д-р с.-х. наук ; Узбек. акад. с.-х. наук. — Ташкент : [б. и.], 1960. — 78 с. : ил.; 22 см.
- Режим орошения и техника полива хлопчатника [Текст] / Акад. наук Узбек. ССР. Всесоюз. ордена Ленина науч.-исслед. ин-т хлопководства СоюзНИХИ. — Ташкент : Изд-во Акад. наук УзССР, 1957. — 402 с. : ил.; 23 см.
- Рыжов С. М., Еременко В. Е. Поливы хлопчатника. — Ташкент, 1954.